# Idaea deversata
Idaea deversata är en fjärilsart som beskrevs av Philipp Christoph Zeller 1853. Idaea deversata ingår i släktet Idaea och familjen mätare. Inga underarter finns listade i Catalogue of Life.